# Ezequiel Moreno
Ezequiel Moreno y Díaz (Alfaro, 9 aprile 1848 – Monteagudo, 19 agosto 1906) fu un agostiniano recolletto spagnolo, missionario nelle Filippine, vicario apostolico di Casanare (1893-1895) e poi vescovo di Pasto (1895-1906).

## Biografia
Entrato negli agostiniani recolletti in Spagna nel 1864, partì come missionario per le Filippine e venne ordinato sacerdote a Manila nel 1871.
Nel 1893 fu nominato vicario apostolico di Casanare, in Colombia, regione storicamente affida al suo ordine; fu poi trasferito alla sede vescovile di Pasto.
Diede un notevole contributo alla restaurazione del suo ordine dopo le soppressioni del XIX secolo. Malato di cancro, rientrò in patria e si ritirò nel convento di Monteagudo, dove aveva abbracciato la vita religiosa, e vi morì in concetto di santità nel 1906.

## Culto
La sua causa di canonizzazione venne introdotta nel 1925: dopo essere stato beatificato nel 1975, è stato proclamato santo da papa Giovanni Paolo II l'11 ottobre 1992, durante il viaggio apostolico del pontefice a Santo Domingo.
La sua memoria liturgica è celebrata il 19 agosto.

## Genealogia episcopale
La genealogia episcopale è:
- Cardinale Scipione Rebiba
- Cardinale Giulio Antonio Santori
- Cardinale Girolamo Bernerio, O.P.
- Arcivescovo Galeazzo Sanvitale
- Cardinale Ludovico Ludovisi
- Cardinale Luigi Caetani
- Cardinale Ulderico Carpegna
- Cardinale Paluzzo Paluzzi Altieri degli Albertoni
- Papa Benedetto XIII
- Papa Benedetto XIV
- Cardinale Enrico Enriquez
- Arcivescovo Manuel Quintano Bonifaz
- Cardinale Francisco Antonio de Lorenzana y Butrón
- Vescovo Atanasio Puyal y Poveda
- Vescovo Andrés Esteban y Gómez
- Vescovo Salvador Jiménez y Padilla
- Vescovo Jose Antonio Chaves, O.F.M.Obs.
- Vescovo Bernabé Rojas, O.P.
- Vescovo Domingo Antonio Riaño Martínez
- Arcivescovo Antonio Herrán y Zaldúa
- Arcivescovo Vicente Arbeláez Gómez
- Vescovo Ignacio Antonio Parra
- Arcivescovo José Telésphor Paúl y Vargas, S.I.
- Arcivescovo Bernardo Herrera Restrepo
- Vescovo Ezequiel Moreno y Díaz, O.A.R.

## Opere e studi
- Rafael Lazcano, Episcopologio agustiniano, Guadarrama (Madrid), Agustiniana, 2014, vol. II, pp. 2014-2063.